# جيم ريتشاردز (سائق سباق)
جيم ريتشاردز (بالإنجليزية: Jim Richards)‏ هو سائق سباق نيوزيلندي، ولد في 2 سبتمبر 1947 في أوتاهوهو في نيوزيلندا.